# Ivanhoe (opera)

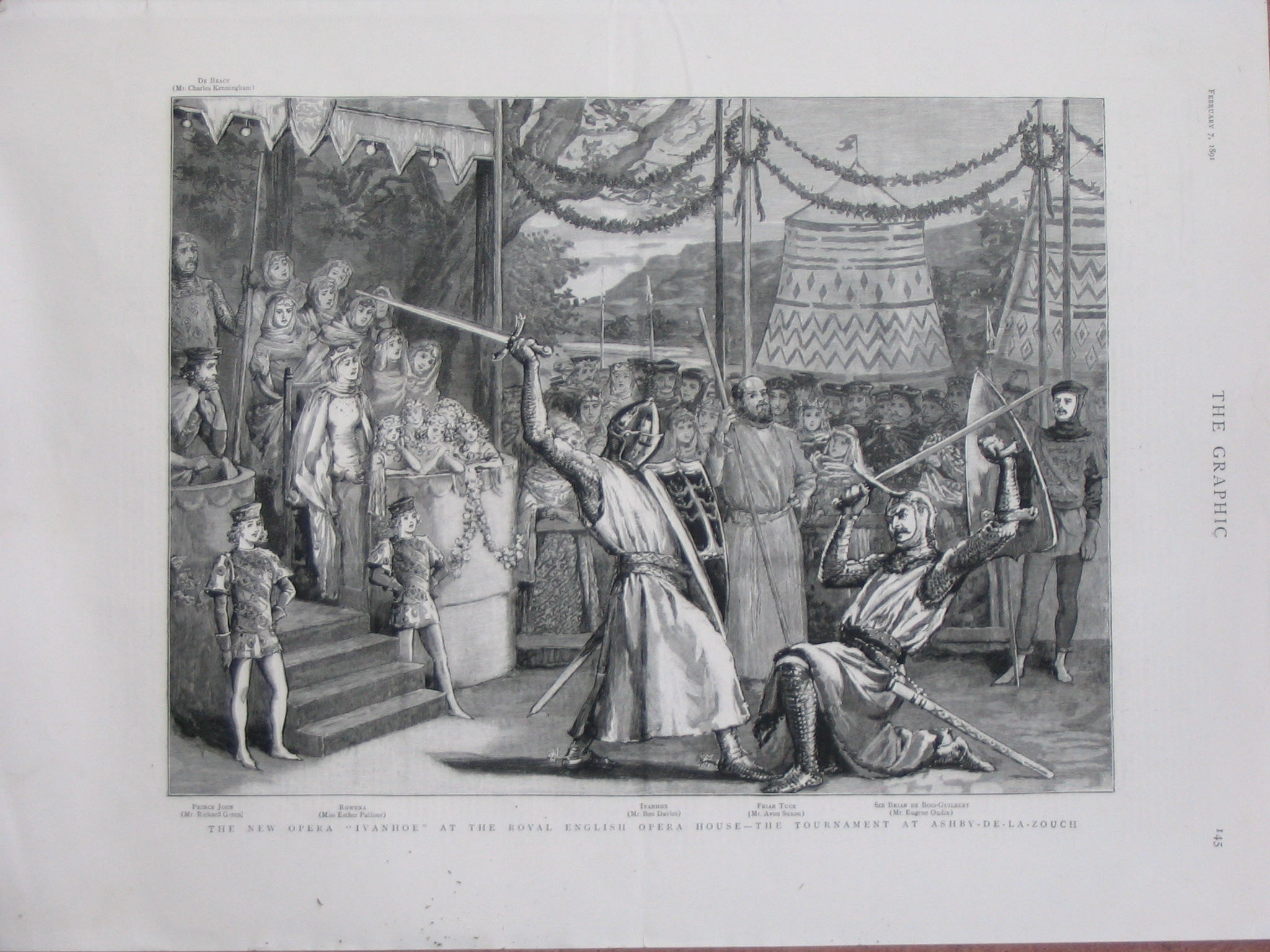
Illustration av scen från Ivanhoe i The Graphic, 1891

Ivanhoe är en romantisk opera i tre akter efter äventyrsromanen med samma namn av Sir Walter Scott, med musik av Arthur Sullivan och libretto av Julian Sturgis. Den hade premiär på Royal English Opera House den 31 januari 1891 och spelades 155 gånger, vilket var rekord för en grand opera. Senare samma år framfördes den ytterligare sex gånger till sammanlagt 161 föreställningar. Den spelades på turné av Carl Rosa Opera Company 1894–1895 men har sällan framförts sedan dess. Den första kompletta inspelningen gjordes 2010 på skivmärket Chandos Records.

## Historia
Efter kompositören Michael William Balfe och hans samtida ändrades modet, lett av prinsen av Wales, till att operahusen mestadels importerade operor från Italien, Frankrike och Tyskland. Den engelska operan tappade sin publik och ingen genomkomponerad opera skrevs i England efter 1844 förrän 1874. Först då skrev några engelska kompositörer nya operor på engelska, ofta med engelska teman, och Carl Rosa Opera Company satte upp flera av dem på 1870- och 1880-talet. Arthur Sullivan hade länge drömt om att komponera en grand opera i vad han kallade en "eklektisk" stil som skulle bygga på existerande europeiska stilar. I en intervju från 1885 sa han:
"Framtidens opera är en kompromiss. Jag har tänkt och arbetat och slitit och drömt om det. Inte den franska skolan med dess pråliga och glittriga melodier, dess fladdrande ljus och skuggor, dess teatrala effekter och tomma fraser; inte wagnerskolan med dess dysterhet och öronsprängande sånger, dess mysticism och overkliga känslor; inte den italienska skolan med dess fantastiska sånger och blommor och långsökta effekter. Det är en kompromiss mellan dessa tre - en sorts eklektisk skola, ett urval av var och ens förtjänst. Personligen kommer jag försöka mig på att göra en grand opera i denna nya skola. ... Ja, det kommer bli ett historiskt verk och det är mitt livs dröm. Jag tror inte på operor byggda på gudar och myter. Det är den tyska skolans fel. Det är metafysisk musik - det är filosofi. Vad vi vill ha är handlingar som ger upphov till karaktärer av kött och blod med mänskliga känslor och mänsklig passion. Musik ska tala till ens hjärta och inte till hjärnan. Ett sådant verk som jag överväger kommer ta tid."

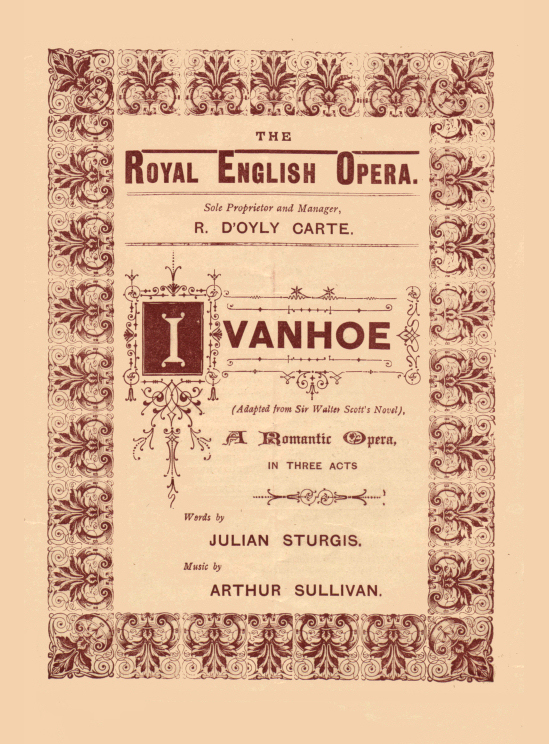
Programframsida

Under 1870- och 1880-talet hade teaterproducenten Richard D'Oyly Carte tjänat stora pengar på att sätta upp operetter av Gilbert och Sullivan. På 1880-talet, kanske påverkad av de verk som Carl Rosa satte upp, önskade Carte att göra för grand opera vad han hade gjort med komisk opera, och detta i samarbete med Arthur Sullivan, som länge hade närt en önskan att komponera mer seriösa verk.  I maj 1888 skrev Sullivan i sin dagbok, efter en föreställning av sin kantat The Golden Legend på Albert Hall i närvaro av drottning Victoria: "Drottningen sa till mig, 'Du borde skriva en grand opera - du skulle passa för det!" Carte började bygga Royal English Opera House i december 1888 och bad Sullivan att komponera invigningsstycket. George Bernard Shaw undrade i augusti 1889 om det var klokt att bygga ett nytt operahus när de tre redan existerande (Royal Opera House, Her Majesty's Theatre och Theatre Royal, Drury Lane) var underutnyttjade. Under 1890 kontaktade Carte flera kompositörer, däribland Frederick Cowen, för att be dem komponera operor som skulle spelas efter Ivanhoe på den nya teatern.
Sullivan bad sin sedvanliga samarbetspartner W. S. Gilbert att skriva libretto till en grand opera, men Gilbert tackade nej och menade att i grand opera är librettistens roll underordnad kompositören och att publiken ändå inte skulle godta ett seriöst verk av honom. Gilbert föreslog Julian Sturgis som librettist. Sturgis hade skrivit librettot till Nadeshda av Arthur Goring Thomas (1885), vilken med stor framgång hade satts upp av Carl Rosa. Ivanhoe hade tonsatts tidigare som en pastischopera (Ivanhoé) av Gioachino Rossini, och som opera av Heinrich Marschner 1829, Giovanni Pacini 1832 och Otto Nicolai 1840. Både Sullivan och kritikerna ansåg att Scotts roman, med dess många scener, skulle vara idealisk som ämne. Sturgis började skriva på Ivanhoe våren eller sommaren 1889. I librettot förekommer direkta citat från romanen. Men i och med att Sturgis kortade ner den aktionfyllda romanen till ett scenverk fick han förlita sig på publikens förkunskap av romanen. Vissa scener ströks däribland helt karaktärerna Gurth svinaherde, Oswald, Cedrics tjänare, några av kung Johans rådgivare och Athelstane. Richard Traubner skriver i Opera News att "Sturgis libretto, med sina citat av Scott och kvasimedeltida engelska, fortfarande är skissartade, och att historiens komplexitet inte för handlingen framåt på något operamässigt tillfredsställande sätt."
Medan Sturgis arbetade med Ivanhoe komponerade Sullivan The Gondoliers, till libretto av Gilbert, för Savoy Theatre. Efter att The Gondoliers hade haft premiär for Sullivan på sin årliga semester till Monte Carlo. Till sist började han komponera Ivanhoe i maj 1890 och var klar i december 1890. Körrepetitionerna för Ivanhoe började i november, med Alfred Cellier som körledare och hans bror François Cellier blev musikansvarig på den nya teatern. I april 1890 hade Gilbert råkat i delo med Carte angående utgifter på Savoy Theatre, särskilt kostnaden för en ny matta. Till Gilberts överraskning och indignation ställde sig Sullivan på Cartes sida (Carte var ju producenten för deras verk) och Gilbert stämde Carte och Sullivan i maj. Rättstvisten höll i sig under större delen av komponerandet av Ivanhoe och Sullivan skrev till Gilbert i september 1890 att han var "fysiskt och mentalt sjuk på den förbaskade affären. Jag har ännu inte kommit över chocken att se våra namn dras i smutsen ... i fientlig antagonism över några få futtiga pund". Sullivan slutförde musiken för sent för att matcha Cartes planerade uppsättning och kostnaderna ökade då producenten var tvungen att betala löner till skådespelarna, de anställda och andra, medan teatern låg tom och öde. Sullivan blev ålagd att betala Carte ett kontraktsenligt straff på £3,000 för denna försening.

## Uppsättning och kritik

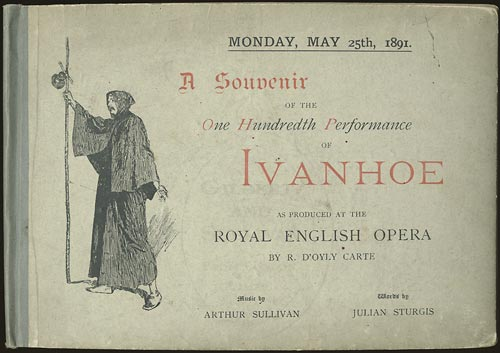
Souvenir från föreställning nr 100

Ivanhoe och The Royal English Opera House invigdes den 31 januari 1891 i närvaro av prinsen och prinsessan av Wales, och andra medlemmar av den kungliga familjen. Uppsättning var påkostad: en orkester på 64 musiker, 72 körmedlemmar och 120 statister anställdes. Percy Anderson designade kostymerna, Hawes Craven med flera designade dekoren, för regin stod by Hugh Moss, och François Cellier och Ernest Ford alternerade som dirigenter. Ford arrangerade dessutom klaverutdraget till Ivanhoe. I premiärprogrammet beskrev Carte sina mål:
Jag strävar efter att etablera engelsk Grand Opera på denna nya teater som jag byggt... Huruvida [experimentet] kommer lyckas eller inte beror på om det finns ett tillräckligt stort antal personer som är intresserade av musik och drama, och som kommer fylla teatern... Jag har skrivit kontrakt med andra betydande kompositörer och författare om att skriva operor efter Ivanhoe, om experimentet visar sig bli lyckosamt. Avsikten är att 'spela' varje opera sex gånger om året till att börja med. Detta är det enda sätt som det går att hålla nere kostnaderna för dekor och kostymer... Det ligger i publikens händer huruvida ett nationellt operahus kan komma att etableras eller inte.
Genom att frångå den vanliga praxisen för en grand operas repertoar valde Carte att spela Ivanhoe varje kväll med alternerande sångare i huvudrollerna. Inga kostnader hade sparats för att åstadkomma en succé. Operan spelades 155 gånger i följd och drog in mycet pengar till en början. Den fick god kritik, med ett få undantag vad gällde librettot. Av ett dussintals premiärrecensioner var det endast Shaw och Fuller Maitland som var  negativa.
Ivanhoe lades ner i juli då teatern stängde för sommaren. När huset öppnades på nytt i november efter en viss försening satte Carte upp André Messagers La Basoche (med David Bispham i sin första Londonuppsättning) som alternerade på repertoaren med sex ytterligare föreställningar av Ivanhoe (som nu gick sämre), varpå La Basoche spelades fram till slutet av januari 1892. Även om La Basoche fick bra kritik kunde den inte fylla det stora huset och kostnaderna steg. Carte hade beställt nya operor av Cowen, Herman Bemberg, Hamish MacCunn och Goring Thomas. Även om Bembergs opera Elaine var klar och Cowens Signa skulle komma att slutföras i mars, hade Carte beslutat sig för att sätta upp dessa skulle vara omöjligt och för dyrt. The Pall Mall Gazette skrev: "Frågan är om Londonborna verkligen vill ha engelska operor... Mr D'Oyly Carte är att beklaga och det smärtar att se hur han kan fortsätta med att kasta operapärlor framför dem som inte värdesätter dessa. Man måste inse att engelsmannens operahus är music-hall."
Oaktat Ivanhoes begynnande succé var själva operahuset ett misslyckande och senare författare har orättvist klandrat Ivanhoe för detta misslyckande. Det var som kritikern Herman Klein observerade: "det var den mest märkliga sammanblandning av succé och fiasko någonsin nedtecknad i den brittiska underhållningens historia!" Sir Henry Wood, som hade fungerat som repetitör för uppsättningen av Ivanhoe, skrev i sina självbiografi att "[om] Carte hade haft en repertoar bestående av sex operor istället för en, så tror jag att han hade etablerat engelsk opera i London för evigt. Mot slutet av Ivanhoes speltid förberedde jag Flygande holländaren med Eugène Oudin i huvudrollen. Han skulle ha varit superb. Men planerna ändrades och Holländaren lades på hyllan." Efter en säsong med uppträdanden av Sarah Bernhardt tvingades Carte sälja teatern. Ett konsortium lett av Sir Augustus Harris förvärvade huset, döpte om det till Palace Music Hall och senare till Palace Theatre of Varieties. Byggnaden är idag känd som Palace Theatre.
Carl Rosa Opera Company gav sig ut på en framgångsrik turné med Ivanhoe från december 1894 till juni 1895 i en nerkortad version (operans ursprungliga speltid var nästan fyra timmar). Ensemblen ändrades under turnén;; vid några föreställningar övertogs rollen som Maurice de Bracy av W. H. Stephens, som hade kreerat rollen som Locksley på Royal English Opera House. Carl Rosa turnerade ånyo 1895 och vid några föreställningar (till exempel i Royal Court Theatre, Liverpool, den 21 mars 1896) sjöngs Rebecca av Esther Palliser, som hade spelat Rowena (och senare Rebecca) i London 1891. En uppsättning i Berlin i november 1895 genererade inget vidare intresse, men ett konsertant framförande gavs i Crystal Palace 1903. Förutom två föreställningar framförd av Sir Thomas Beecham 1910 season på Royal Opera House försvann Ivanhoe från den professionella repertoaren med undantag för en veckas föreställningar i New York City på Park Theatre av The Society of American Singers 1919. Operan spelades två gånger i BBC 1929 framförd av London Wireless Orchestra dirigerad av Percy Pitt, som hade dirigerat uppsättningen 1910. Stanford Robinson dirigerade ytterligare en radioutsändning i mellankrigsåren. Bland de få moderna uppsättningarna av musiken återfinns en nypremiär från 1973 med Joseph Vandernoot och hans Beaufort Opera, vilken också spelades in och sändes av BBC, samt en konsert med Boston Academy of Music den 23 november 1991.

## Roller and originalbesättning

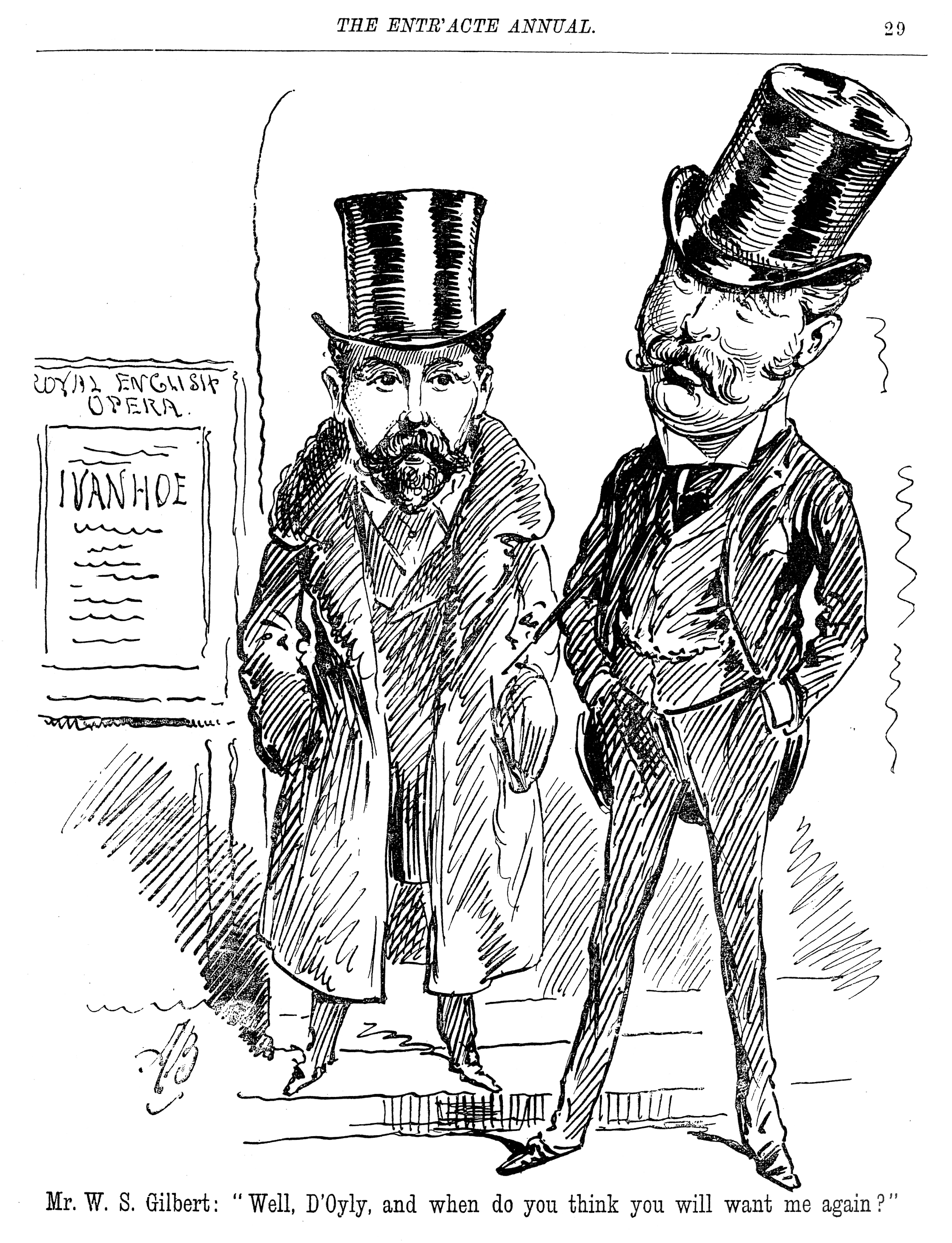
Carte och Gilbert

- Richard Coeur-de-Lion, Kung av England (Förklädd som Svarte Riddaren) (bas) – Norman Salmond och Franklin Clive
- Prins John (baryton) – Richard Green och Wallace Brownlow
- Sir Brian de Bois Guilbert (Ledare för Tempelherreorden) (baryton) – Eugène Oudin, François Noije and Richard Green
- Maurice de Bracy  – Charles Kenningham (tenor) (alla föreställningar)
- Lucas de Beaumanoir (Stormästare för Tempelriddarna) (basbaryton) – Adams Owen (alla föreställningar)
- Cedric the Saxon (Thane of Rotherwood) (basbaryton) – David Ffrangcon-Davies och W. H. Burgon
- Wilfred, riddaren Ivanhoe (Hans son, förklädd till pilgrim) (tenor) – Ben Davies och Joseph O'Mara
- Broder Tuck – Avon Saxon (basbaryton) (alla föreställningar)
- Isaac av York – Charles Copland (bass) (alla föreställningar)
- Locksley  – W. H. Stephens (tenor) (alla föreställningar)
- Väpnaren  – Frederick Bovill (tenor) (alla föreställningar)
- Wamba, Cedrics narr – Mr. Cowis (talroll) (alla föreställningar)
- Lady Rowena (Cedrics myndling) (sopran) – Esther Palliser och Lucille Hill
- Ulrica  – Marie Groebl (mezzosopran) (alla föreställningar)
- Rebecca (Dotter till Isaac av York) (sopran) – Margaret Macintyre och Charlotte Thudichum[33]

## Handling
1891 kände publiken till Scotts bästsäljande äventyrsroman. Sullivan och Sturgis förlitade sig på detta faktum och sålunda är operan avsiktligt dramatiserad utifrån osammanhängande scener från boken och gör inget försök att återberätta handlingen. Detta ställer till det för en modern publik, som kanske är mindre bekant med historien.

### Akt 1
Scen 1: En sal hos Cedric av Rotherwood. Kväll.

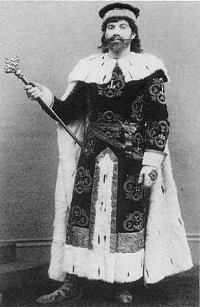
Richard Green as Prince John

Medan Cedrics män förbereder kvällsmaten beklagar sig Cederic över kungens många utlandsresor, de normandiska riddarnas plumpa uppträdande och frånvaron av hans försvunne son Ivanhoe. Juden Isaac av York träder in och ber om skydd för natten. Trots att Cedric anser att Isaacs ras är fördömd, så kommer han inte neka saxisk gästfrihet. En väpnade tillkännager ankomsten av Sir Brian de Bois Guilbert från Tempelriddarorden och Maurice de Bracy, en riddare och rådgivare till prins Johan. De är på väg till ett kungligt tornerspel i Ashby de la Zouche. De är normander och saxaren Cedric avskyr dem. Men även de blir mottagna. Ivanhoe befinner sig bland dem, men förklädd. De Bracy frågar efter Cedrics vackra myndling Rowena. Cedric svarar ilsket att hans myndling endast kommer gifta sig med en saxare. Ivanhoe berättar om ett tornerspel han bevittnade i det Heliga landet där de engelska riddarna besegrade tempelriddarna. Sir Brian blev besegrad av Ivanhoe och önskar få sin hämnd. Rowena och den förklädde Ivanhoe försäkrar Sir Brian att Ivanhoe kommer anta utmaningen. Efter att Rowena lämnat rummet kommer Sir Brian och de Bracy överens om att föra bort henne efter tornerspelet.
Scen 2: Ett förrum på Rotherwood
Rowena sörjer sin älskade Ivanhoe. Han kommer in, fortfarande förklädd till pilgrim. Hon säger till honom att hon hoppas snart få återförenas med Ivanhoe. Han säger till Isaac att han har hört Sir Brian planer på att röva bort honom nästa dag. Isaac lovar att förse Ivanhoe (som han känner igen som riddare) med en häst och rustning, och Ivanhoe lovar i sin tur att om de flyr genast kommer han skydda Isaac. De beger sig mot Ashby.
Scen 3: Tornerspelet på Ashby
Under spelen har kung Rickard, förklädd till Svarte riddaren, utmärkt sig för sin segrar. Prins Johan kommer in med Rowena, som har utsetts till Skönhetsdrottning. Prinsen får ett meddelande att hans bror kungen har flytt från Frankrike. Han bryr sig inte om det och efterfrågar om någon vågar utmana normanderna. Ivanhoe är nu förklädd till riddare och  utmanar Sir Brian. I en het strid besegrar Ivanhoe åter igen Sir Brian, men såras. Trots att Ivanhoe försöker förbli okänd lyfter en härold bort hans hjälm efter order från prins Johan. Tanken är att han ska krönas till segrare men han blir igenkänd av Cedric och Rowena.

### Akt 2
Scen 1: Broder Tucks hydda, Copmanhurstskogen
Kung Richard, som gömmer sig efter sin flykt, festar med broder Tuck och utmanar honom på en sångtävling. Kungen sjunger "I ask nor wealth nor courtier's praise", medan broder Tuck sjunger "Ho, jolly Jenkin" (vilken är det mest populära fristående numret i operan). Locksley (Robin Hood) kommer in med ett viktigt meddelande att Cedric och Rowena har tillfångatagits av de Bracy och Sir Brian, och att den sårade Ivanhoe som reser tillsammans med Isaac och hans vackra dotter Rebecca också har fångats. Alla befinner sig nu på Torquilstone. Kungen, Locksley, broder Tuck och de andra fredlösa rusar iväg för att rädda dem.
Scen 2: En korridor på Torquilstone
Cedric och Rowena är fångar och De Bracy planerar att med våld gifta sig med henne. Han berättar för dem att Ivanhoe, Isaac och Rebecca också är fångar. Han lovar att Ivanhoe kommer skonas om Rowena och Cedric tillgodoser hans önskan. Cedric är beredd att offra Ivanhoe men Rowena ber honom att visa nåd emot dem alla och Ivanhoe. Hon vädjar till hans ära som riddare och ber honom skona Ivanhoe. Efter att de har gått kommer Sir Brian in och deklarerar passionerat hans intentioner att uppvakta och vinna Rebeccas hjärta.
Scen 3: Ett tornrum i Torquilstone
Ulrica varnar Rebecca att hon kommer möta en ond och mörk framtid, och att döden är den enda vägen till säkerhet. Den förtvivlade Rebecca ber om Guds beskydd. Sir Brian kommer in med syfte att erövra Rebecca. Han ber henne ge upp och lovar kröna henne och överösa henne med juveler. Hon avvisar honom, lutar sig ut över muren och hotar att hoppa. En hornstöt hörs, vilket förebådar kung Rickard och hans styrkor. Sir Brian rusar iväg för att skydda slottet.

### Akt 3
Scen 1: Ett rum i Torquilstone

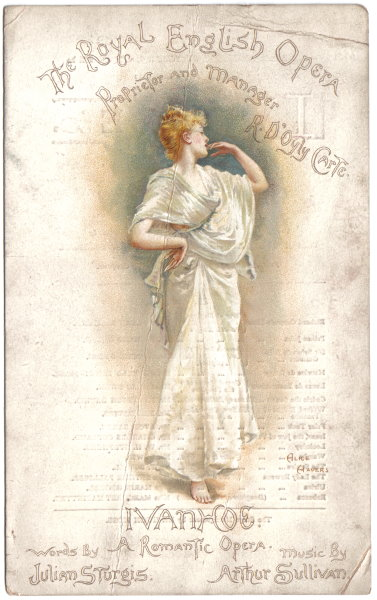
Souvenirprogram från premiären

Ivanhoe, blek och svag från sina sår, tänker på sin kärlek till Rowena varpå han somnar. Rebecca, som är förälskad i Ivanhoe, kommer in för att se till honom. När de hör trumpeter i fjärran går hon till ett fönster och beskriver striden för den frustrerade Ivanhoe, som beklagar att han inte är stark nog att delta. Ulrica sätter eld på slottet. Sir Brian rusar in och tar med sig Rebecca. Ivanhoe är oförmögen at skydda henne. I sista minuten kommer kung Rickard in och räddar Ivanhoe från branden.
Scen 2: I skogen
Kung Richard och Ivanhoe vilar i skogen. De Bracy har tillfångatagits. Kungen sänder honom till prins Johan med ett ultimatum om att ge upp. Cedric och Rowena kommer in. På kungens befallning försonas Cedric med Ivanhoe och går med på Ivanhoes bröllop med Rowena. Isaac rusar in. Tempelriddarna har anklagat Rebecca för häxeri. De säger att hon har förtrollat Sir Brian att förråda sina löften och fått honom att bli förälskar i den judinna. De har dömt henne att brännas på bål. Ivanhoe rusar för att rädda henne.
Scen 3: Tempelriddarnas tillhåll i Templestowe
Bålet är byggt. Rebecca kommer brännas om inte någon är beredd att kämpa för henne. Sir Brian ber dem att tänka om, men tempelriddarna tar hans passion som ytterligare bevis på hennes trolldom. Sir Brian erbjuder Rebecca att rädda henne om hon vill bli hans. Hon vägrar. Rebecca binds fast på bålet. Den utmattade Ivanhoe anländer med draget svärd och erbjuder sig att strida för henne. Rebecca försöker avråda honom, då han inte är stark nog att strida. Sir Brian anfaller Ivanhoe, som verkar bli slagen. Men just som Sir Brian ska utdela det dödande hugget faller han ner död. Tempelriddarna tar detta som bevis på Guds straff och Rebeccas oskuld. Hon friges. Hon kastar ömma blickar på Ivanhoe, som återförenas med Rowena. Kungen förvisar tempelriddarna från England.

## Musiken
The Gramophone kallar Ivanhoe för "ett av de viktigaste verken i brittisk operahistoria". The Gramophone citerade dirigenten David Lloyd-Jones som sa att när Sullivan skrev operan:
"... var han väl förtrogen med tidens musik... Det finns bitar som definitivt är Wagnerianska: användandet av punkterade rytmer, alltid i 4/4-takt - man får en föraning av Mästersångarna i Nürnberg eller Lohengrin tror jag. Det förekommer också en anmärkningsvärd duett i slutet av akt 2 som antar rent Verdianska former. Det förekommer naturligtvis också regelrätta arior och ingen full ensemble förrän i slutet. Rebeccas aria är ett intressant stycke. Närhelst hon sjunger använder han [Sullivan] ett engelskt horn för att frammana Österns kvalitet, och Sullivan hävdade att detta tema var ett han hade hört som student i Leipzig när han bevistade en gudstjänst i synagogan där. Man kan konstatera, och han visar det snabbt i musiken, att han inte har skrivit en operett! Redan tidigt visar han fram några virtuosa bitar. Det kräver en verklig kunnig orkester. Han hade alltid tidigare förhindrats av en liten orkester, med endast en oboe, att det var dags att bryta med Savoy. Här fick han möjligheten att växa, vilket man kan höra i musiken."
Richard Traubner, skrivent i Opera News, håller inte med:  "Ivanhoe ... speglar de balladrika, brittiska grand opera som Sullivan växte upp med, skrivna av Balfe (The Bohemian Girl) eller Wallace (Maritana). Den skicklighet och lätthet med vilken Sullivan skildrade humor, glädje och superb tonsättning av ord i Savoy-operorna är knappast skönjbar i Ivanhoe. Det låter istället som en förlängning av den grymma oratorieformen i det viktorianska Storbritannien ... med sitt överflöd av hymnlika nummer varvat med ointressanta ballader och en stark ensemble." Traubner fortsätter: "Sullivans musik skulle ha passat på film med sina otaliga Korngoldiska fanfarer och medryckande, engelska körer. Den långa dryckesscenen i akt I med sin 'Glory to those who fight for the true Cross', och 'Ho, Jolly Jenkin' ensemble med broder Tuck är de mest spännande sakerna i operan. Tyvärr saknas de dramatiska ariorna som är nödvändiga för att en opera ska nå världsrykte ... Rebeccas bön har en särskild doft av Fjärran östern".